# Arbitrages de Vienne

La Hongrie en 1937 (en jaune) et en 1941 (en vert).

Les arbitrages de Vienne (ou diktats de Vienne selon les Alliés) sont deux arbitrages intervenus sous l'influence de l'Allemagne et de l'Italie pour satisfaire de façon pacifique aux revendications territoriales de la Hongrie sur les territoires que celle-ci avait perdus en 1918, pertes entérinées en 1920 par le traité de Trianon, et que la Hongrie souhaitait réviser. Le premier arbitrage de Vienne eut lieu en 1938 et le second en 1940. Ils aboutirent au démantèlement de la Tchécoslovaquie et à une importante diminution territoriale de la Roumanie.
À l'issue des deux arbitrages de Vienne, 2 300 000 Magyars des territoires récupérés se retrouvent au sein de la Hongrie, qui devient alors, pour la durée de la guerre, une « demi-Grande Hongrie ». Pour beaucoup de Magyars, le bilan est grisant, les injustices du traité de Trianon sont en partie réparées, tandis que pour les minorités, une période de persécutions commence.
Ces arbitrages devinrent caducs du fait du retour aux frontières du traité de Trianon, à l'issue de la Deuxième Guerre mondiale. Les territoires en question appartiennent aujourd'hui à la Slovaquie, à l'Ukraine, à la Serbie et à la Roumanie.

## Le premier arbitrage de Vienne
Sous la pression allemande, une guerre entre la Tchécoslovaquie et la Hongrie est évitée par le premier arbitrage de Vienne signé le 2 novembre 1938. La Hongrie récupère la lisière méridionale de la Slovaquie et de la Ruthénie subcarpathique, lisière dite « Haute-Hongrie », où se trouvent les minorités hongroises de Tchécoslovaquie. Hitler promet également de rendre à la Hongrie des territoires situés en Slovaquie en échange d'une alliance militaire. Le régent Horthy s'y refuse, tout en continuant à réclamer l'abrogation totale du traité de Trianon.
En mars 1939, lorsque la Tchécoslovaquie est dissoute, la Hongrie occupe le reste de la Ruthénie subcarpathique mais renonce à l'abrogation totale du traité de Trianon en reconnaissant la nouvelle Slovaquie « indépendante », créée par l'Allemagne. Cependant les litiges frontaliers avec la Slovaquie dégénèrent néanmoins en une « Petite Guerre », par laquelle la Hongrie récupère quelques districts situés à l'Est de la Slovaquie.

## Le deuxième arbitrage de Vienne

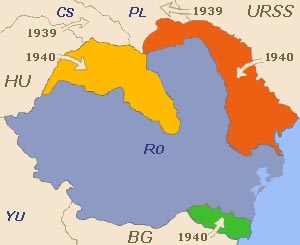
La Roumanie en août 1940, avec en jaune le territoire cédé à la Hongrie (Transylvanie du Nord), en rouge ceux cédés à l'URSS et en vert ce qui est cédé à la Bulgarie.

La Hongrie adhère à l'Axe par le pacte signé à Rome le 27 mars 1940 ; en septembre, la Roumanie doit céder la moitié nord de la Transylvanie à la Hongrie, en vertu du deuxième arbitrage de Vienne signé le 30 août 1940. Il s'agit d'une région de 43 492 km2, peuplée de 2 578 100 personnes dont, selon le recensement roumain de 1930, 53 % sont de souche roumaine et 40 % sont de souche hongroise. Bien que la cession garantisse la pluralité ethnique de ces régions, 200 000 Roumains sont expulsés vers la Roumanie. Ce faisant, la Hongrie comptait altérer l'équilibre ethnique en sa faveur. Par la suite, en 1941, la Hongrie procède à un recensement fortement disputé de la zone occupée, lequel s'évertue à indiquer une majorité hongroise.
Le 7 septembre, par le traité de Craiova, la Roumanie doit céder à la Bulgarie la Dobroudja du Sud. Ce territoire fort peu peuplé, bulgare de 1878 à 1913, avait été annexé par la Roumanie en 1913 à l'issue de la deuxième guerre balkanique.
En octobre 1940, après le coup d'état du maréchal pro-allemand Antonescu, Hitler envoie une mission militaire qui inaugure une politique d'équilibre entre la Hongrie et la Roumanie dans la région.